# Mycterus curculioides
Mycterus curculioides là một loài bọ cánh cứng trong họ Mycteridae. Loài này được Fabricius miêu tả khoa học năm 1781.

## Hình ảnh

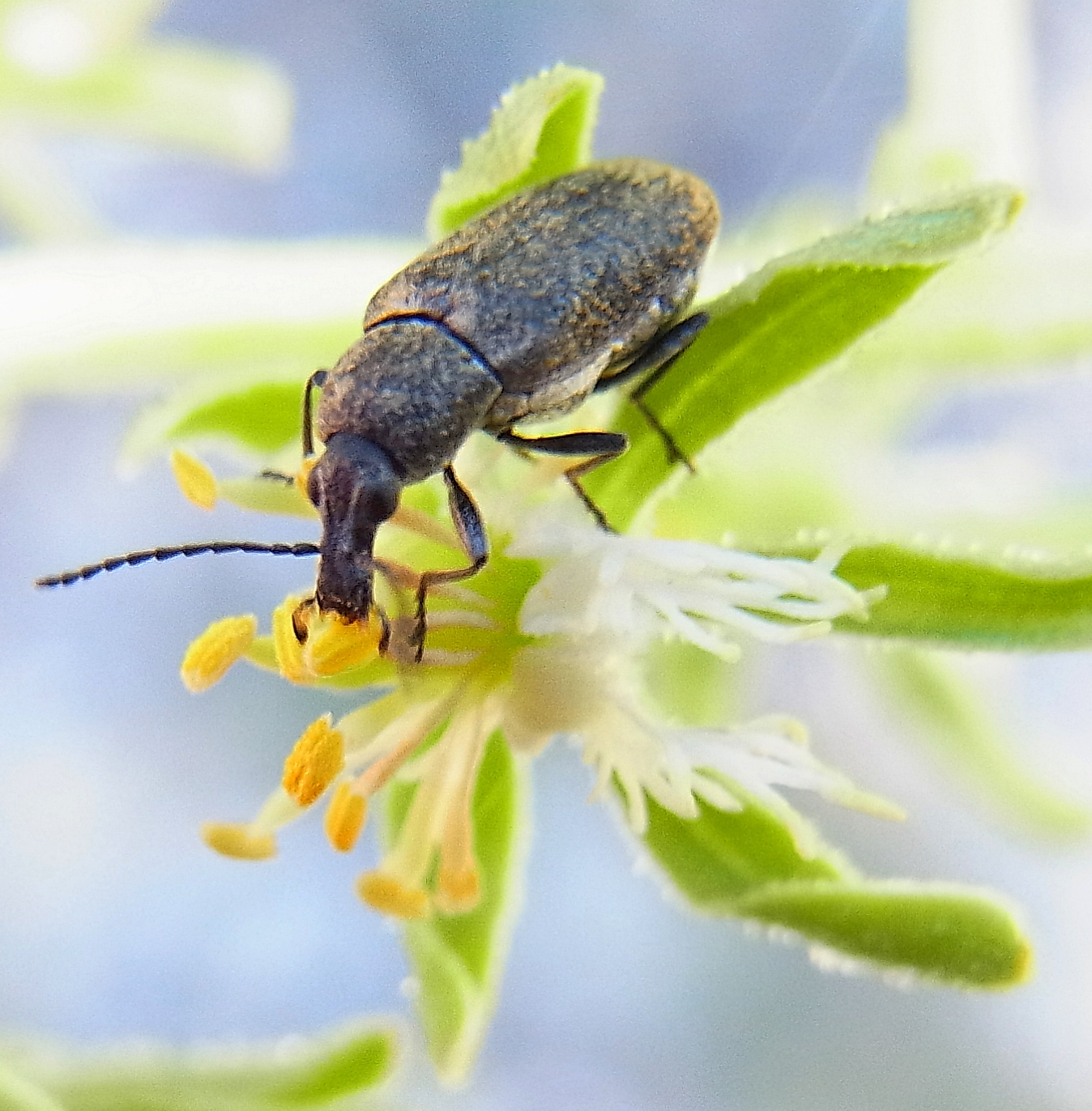
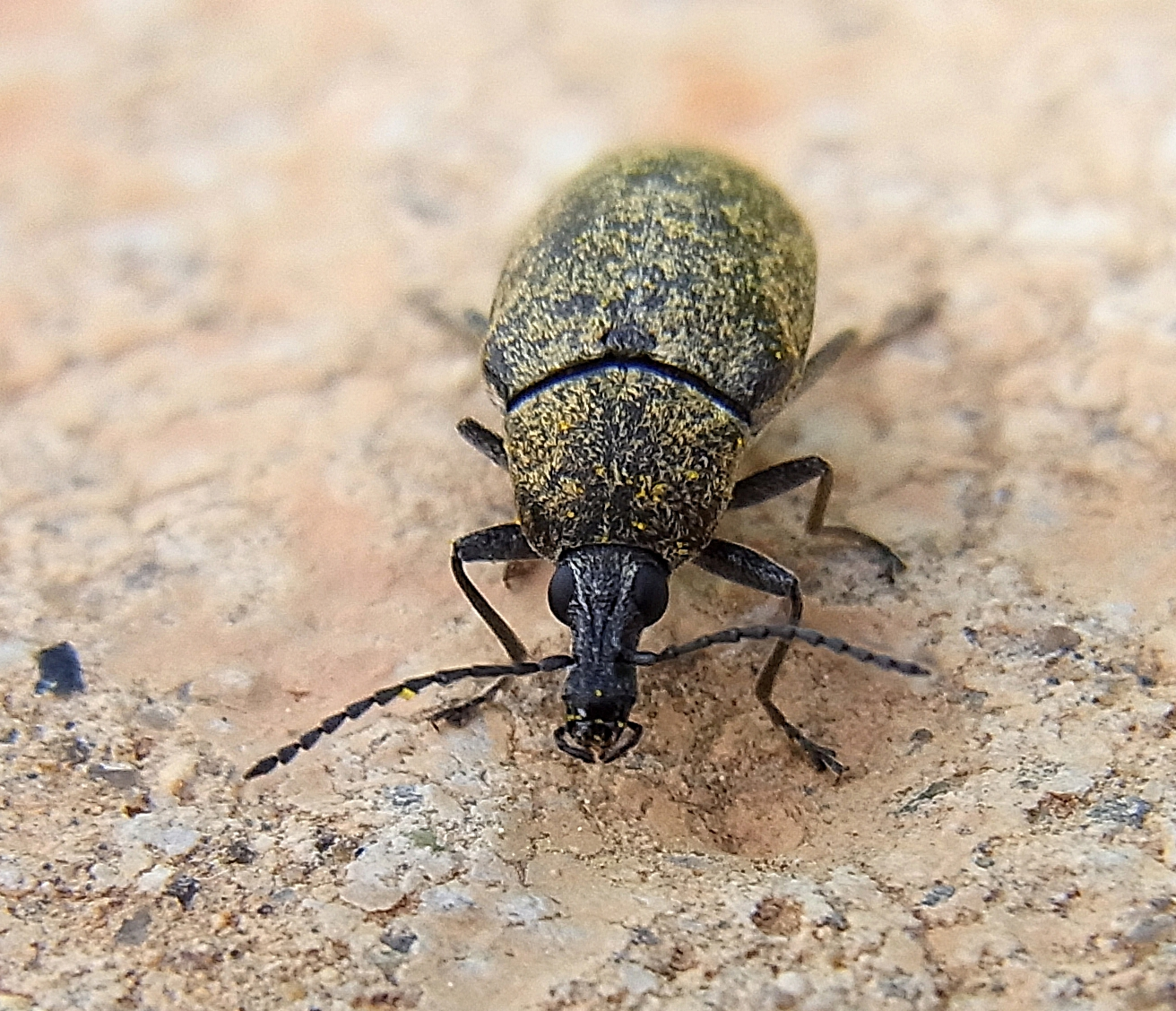
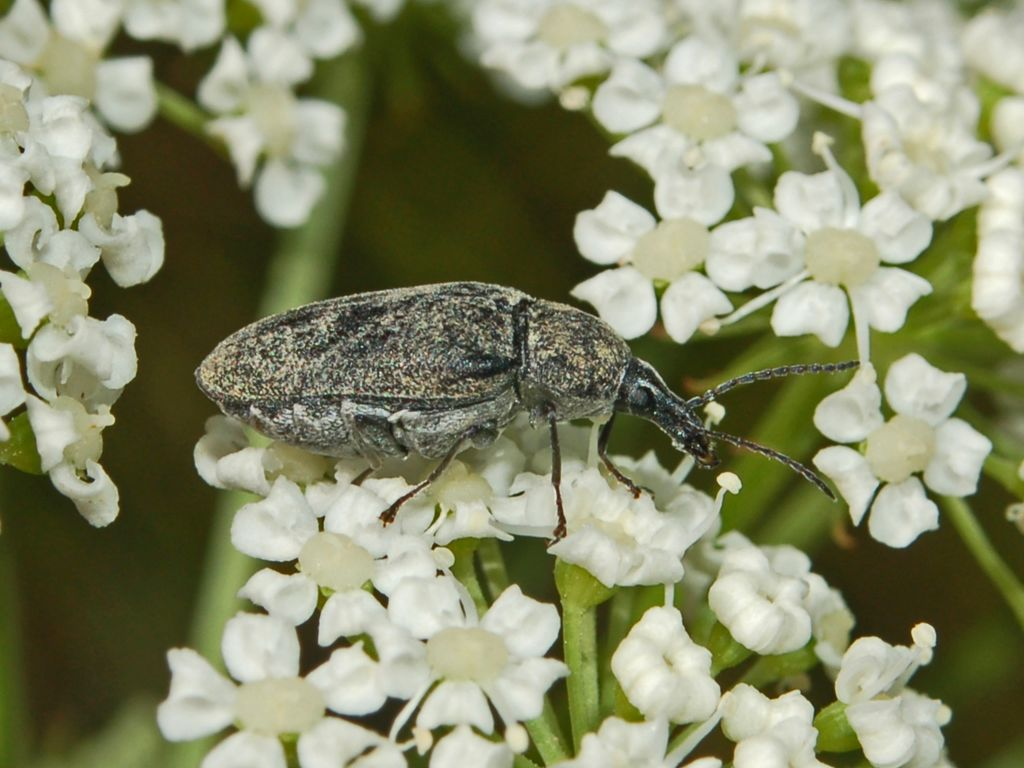
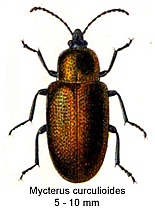